# Aguacatán
Aguacatán è un comune del Guatemala facente parte del dipartimento di Huehuetenango.

## Amministrazione

### Gemellaggi
Aguacatán è gemellata con:
- Moss